# یونگ پی-هوک
یونگ پی-هوک (انگلیسی: Yung Pi-hock؛ زادهٔ ۴ نوامبر ۱۹۳۰ - درگذشته نامشخص) بازیکن بسکتبال اهل تایوان بود. وی در بازی‌های المپیک تابستانی ۱۹۵۶ شرکت کرده‌است.